# 말도 (인천광역시)
| Daedongyeojido (Gyujanggak) 13-05.jpg |  |
|                                       |  |

말도(唜島)는 인천광역시 강화군 서도면 말도리에 있는 섬이다. 지명은 ‘끝에 있는 섬’이라는 데에서 유래하였다. 윤두서의 〈동국여지도〉(1712-1715?)에는 말점(末占)으로, 1783년의 《강화부지》에서는 맔도(末叱島)로, 1894년의 《강화부지》에서는 말도(唜島)로 표기하였으나, 한자 표기만 다를 뿐 읽는 법은 같았다. 조선민주주의인민공화국 황해남도 연백군에서 불과 6 km 떨어져 있으며, 오두산 앞에서 시작하는 한강 하구 중립구역의 종점이다.
《세종실록지리지》에는 “또 서쪽 수로 15리에 말도(末島)가 있다. 둘레는 10여 리이고, 밭은 3결 있다. 교동에서 사람들이 왕래하며 농사를 짓는다.”라고 기록되어 있다. 《신증동국여지승람》에서는 “말도(末島): 부의 서쪽 5리에 있다. 둘레는 43리이다.”라고 하였다. 1696년에 발행된 강화부 읍지(邑誌)인 《강도지》(江都誌)는 “말도(末島): 소도(少島, 아차도) 옆에 있다. 둘레는 43리이고 수로는 90리이다. 13호의 백성이 살고 있으며 지금은 본부(本府)에서 양을 기른다.”라고 기술하였다.
한국 전쟁 전에 말도 일대는 황금어장으로 유명하였고, 어업 종사자들로만 80여 가구가 살았으며 섬은 흥성하였다고 한다. 그러나 종전 이후 북방한계선 바로 아래에 위치하게 되어 어로가 금지되고 민간인이 통제되었으며, 주민은 점점 줄어 2010년 당시 주민은 16명(8가구)에 불과하게 되었다. 특히 1965년에 함박도 어민 납북 사건이 벌어진 이후, 1970년대 초에 정부의 지원으로 두 가구가 한 집에 사는 집을 지어 서로를 감시하고 북의 침입에 대비하도록 하였다. 강화군청에서 운영하는 행정선 5075호로만 접근할 수 있다.
1950년대부터 1960년대 말까지 대한민국 공군은 특무대(현 첩보부대)를 말도를 비롯한 황해 연안의 여러 섬에 파견하여 북파공작 임무를 맡겼다. 당시 특무대원의 증언에 의하면 말도에 세운 등대로 룡매도나 함박도에 빛을 비추어 북파공작원에게 귀환 신호를 보냈다고 한다. 공작원들은 말도를 근거지로, 조개를 잡는 어민으로 위장하여 조선민주주의인민공화국에 침투하고, 기관원을 납치하는 활동을 벌이기도 하였다. 지금은 해병대가 주둔하나, 대원들에게는 면회와 외박이 금지되어 있다.

## 방문 가능 여부
현재는 강화도 및 주문도 등 주변 섬 등에서 정기적으로 출발하는 여객선이 없어서 여행 및 출사 목적으로는 방문하기 어렵다. 다만 강화군 행정 공무 및 학술연구, 보건의료 목적 등의 경우 강화군청 또는 서도면사무소에 별도로 문의하여 강화군 행정선을 타고 방문은 할 수 있다. 또한 해병대 부대가 주둔해있으므로 신분증을 반드시 지참해야한다. 
말도 방문시에는 반드시 방문 목적을 알려줘야하며 현재는 강화군 행정 공무, 학술연구, 보건의료, 경찰 및 소방 공무 등의 한정으로 방문이 가능하므로 여기에 해당하지 않는 외지인의 일반적인 여행 및 사진촬영 목적의 방문은 금지하고 있다. 

## 같이 보기
- 우도 (강화군)
- 함박도
- 룡매도

## 참고 문헌
- 김병욱 외 (2015). 《인천의 지명 (하)》. 인천: 인천광역시 시사편찬위원회. 2019년 8월 31일에 원본 문서에서 보존된 문서. 2019년 9월 22일에 확인함.